# Tapetes Uriangato

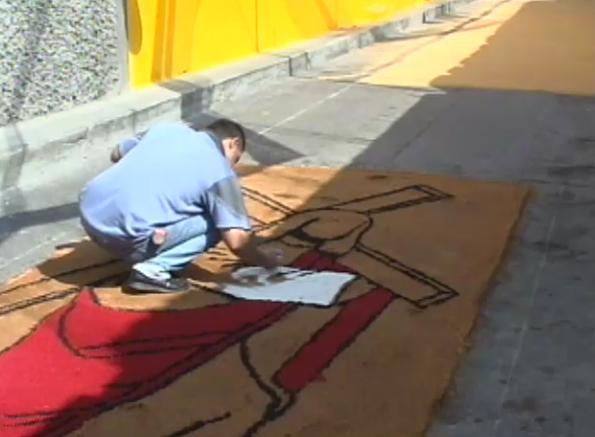
Elaboración de Tapete por un Uriangatense.

Los tapetes son el elemento principal de la tradición conocida como La Octava en Uriangato su origen fue en la ciudad de Huamantla, Tlaxcala, México que consiste en la exposición (en la vía pública) de tapetes de aserrín pintado de colores formando diversas figuras, generalmente de carácter religioso católico sobre los arroyos vehiculares de la ciudad de Uriangato, esta es una tradición que año con año se lleva a cabo para celebrar el paso del Arcángel San Miguel por las calles de la ciudad de Uriangato el día 6 de octubre.

## Origen
La ya tradicional exposición de los tapetes o también conocida como La Octava (por realizarse al octavo día de la Fiesta en honor a San Miguel Arcángel), se originó a mediados del siglo XX, en la ciudad de Huamantla, Tlaxcala en México. Fue en el año de 1966 cuando el Sr. Pioquinto Baeza realizó el primer tapete, a su muerte la familia Baeza continuó con la tradición.

## Elaboración
Se realizan con aserrín pintado de diversos colores a mano y moldeado de manera artesanal con las manos y palas de madera, formando figuras religiosas y conocidas como parte del folclore Uriangatense. Como culminación de las fiestas de San Miguel Arcángel se ha hecho tradicional la elaboración del Tapete colocado en el atrio de la parroquia de San Miguel Arcángel, hecho con aserrín, pintado con anilina de diversos colores, decorado con flores y generalmente formando figuras con temas religiosos.

### Distribución
Los tradicionales tapetes son colocados el día 6 de octubre de cada año en las calles: Matamoros, Zaragoza, Mina, Insurgente Olivares, Ocampo, Hidalgo, Lerdo de Tejada, Juan de la Barrera, Juan Escutia, Pípila, Cristóbal Colón, 16 de septiembre y Nicolás Bravo.

### Expansión de la tradición
A partir de 2008, se incorporó esta tradición (anteriormente sólo se realizaba en el paseo de San Miguel el 6 de octubre de cada año) a las festividades del Aniversario de la Fundación de Uriangato (20 de febrero) y la representación del viacrucis de Jesucristo conocida como las "tres caídas" (Semana Santa). Esta tradición, junto a los Candiles Uriangato son las principales expresiones del folclore local, ambas tradiciones son ampliamente conocidos en la Zona Metropolitana del Sur de Guanajuato.